# توماس بيكهام
توماس بيكهام (بالدنماركية: Thomas Bickham)‏، المعروف أيضا بتومبوي (بالدنماركية: Thomas Bickham)‏
(ولد في 29 مارس 1975 في كوبنهاغن)، هو دراغ كوين، حلاق، مصفف شعر، مصمم أزياء، وشخصية تلفزيونية دنماركي.
تم تدريب بيكهام في الأصل كمصمم ملابس، ولكنه بدأ بأداء عروض دراغ كوين عندما كان عمره 19 عامًا. من بين أمور أخرى، شارك في عديد البرامج التلفزيونية الدنماركية من بينها النسخة الدنماركية من برنامج بيغ براذر عام 2003 و فاز فيها، و'ليريكس بورد' و'دي فانتاستيك 5'، بالإضافة إلى العديد من الإعلانات التلفزيونية. أصدر الألبوم أوكاي 2 بي غاي (بالإنجليزية: Ok 2 B Gay)‏ في عام 2006، مستخدمًا الاسم المستعار «توم».  منحته منظمة إل جي بي تي الدنمارك جائزة 'مثلي الجنس لهذا العام' لمشاركته في عام 2003 في النسخة الدنماركية من برنامج بيغ براذر.

## روابط خارجية
- توماس بيكهام على موقع IMDb (الإنجليزية)